# Kazanjski kremlj
Kazanjski kremlj (ruski: Казанский Кремль, tatarski: Казан кирмәне) je ruski kremlj (gradska citadela) i povijesno utvrđeno središte Tatarstana u gradu Kazanju. Dao ga je izgraditi Ivan Grozni na mjestu srušene utvrde kazanskih kanova u 16. stoljeću. Njene izvanredne građevine izgrađene od 16. do 19. stoljeća, su integrirale starije građevine izgrađene od 10. do 16. stoljeća. Zbog toga je 2000. godine Kazanjski kremlj upisan na UNESCO-ov popis mjesta svjetske baštine u Europi kao jedina preživjela tatarska utvrda u Rusiji, ali i važno hodočasničko mjesto pravoslavaca. 

## Povijest
Brdo na kojemu se nalazi kremlj je bilo mjesto utvrđenog trgovišta koje je bilo okruženo jarkom i nasipima, ali i palisadama još od 10. stoljeća. Povolški Bugari su u 12. stoljeću na ovom mjestu podigli kamenu utvrdu, a naselje oko nje pretvorili u svoju pograničnu sjevernu ispostavu. Nakon što su ga uništili Mongoli, kazanjski kanovi Zlatne Horde su tu podigli svoju prijestolnicu. Do 15. stoljeća Kazan je postao muslimanska Bugarska kneževina s administrativnom, vojnom i trgovačkom samostalnošću. 
Ivan Grozni ju je osvojio 1552. godine i pretvorio je kazanjsku utvrdu u kršćansko središte cijele Volške oblasti izgradivši Kremlj. Fortifikacije su izgrađene od opeke i kamena u nekoliko etapa. Od 1552. – 1562. godine, majstori iz Pskova su pod vodstvom Postnika Jakovljeva i Ivana Širjaja doslovno obnovili ranije tatarske utvrde koje su imale 13 tornjeva. Tada je izgrađena i najveća građevina u kremlju, Katedrala Uznesenja (1561. – 1562.), kao dio Manastir Spasiteljeva Preobraženja koji je postao središte pravoslavne uprave cijele oblasti. Manastir je bio središte misionarske djelatnosti i mauzolej vjerskih veličanstvenika, plemstva i cijenjenih građana Kazanja. 
Slijedeći urbanističku obnovu Katarine II. Velike iz 1768. godine, Zgrada topovskog arsenala, izgrađena na mjestu kanske stražarnice, preuređena je tako da slijedi veliku glavnu ulicu grada. Topovnica je bila jedno od najvećih ruskih gradilišta od 1825. – 1837., prema planu inženjera Bétancourta.
God. 1815. obnovljen je refektorij Crkve sv. Nikole u manastiru i izgrađena je Dvorska crkva koja je 1852. godine preuređena u Crkvu Duha Svetoga. God. 1829. izgrađen je dom mitropolita, a od 1845. – 48. Guvernerova palača zbog čega je srušeno nekoliko izvornih tatarskih tornjeva. Tada su obnovljena i pročelja kompleksa javnih zgrada, od kojih je Stražarska kuća, koja se nalazi na jugoistočnom dijelu kremlja, evoluirala u upravno središte. Kadetska škola, koju čine dvije zgrade i bivše barake, je izgrađena na mjestu negdašnje džamije, a škola jahanja je podignuta 1880-ih.
1920-ih sovjetske vlasti su srušile manastirsku Spasiteljovu manastirsku katedralu (1595. – 1601.) i Crkvu sv. Nikole Kipranina (1560-ih), a 1930-ih zapadni trijem sa zvonikom i kupole Katedrale Uznesenja.
Dana 24. lipnja 2005. godine otvorena je obnovljena Džamija Qol-Şärif, najveća europska džamija. Ona je obnovljena sporazumom iz 1995. kojim je dogovrena i obnova Katedrale Uznesenja kojoj je u srpnju iste godine vraćena najsvetija slika “Kazanjska Bogorodica” koju je vratio papa Ivan Pavao II., netom prije svoje smrti.

## Odlike
Kazanjski kremlj uključuje mnoge najstarije građevine poput Katedrale Uznesenja (1554. – 1562.), jedine ruske crkve na šest stubova s pet kupola i tri apside i dvije kapele povezane trijemom. 
Spasiteljev toranj je bio dio bivšeg manastirskog kompleksa. Toranj Sojembika (58 m) iz vremena Petra Velikog je simbol grada, a njegovo ime potječe od imena supruge dvaju posljednjih tatarskih kanova.
Guvernerova palača iz 19. stoljeća slijedi plan Crkve Krista Spasitelja iz Moskovskog kremlja (Konstantin Thon). Čini ju zgrada s dva kata od opeke i niski polukružni hodnik. Simetrična pročelja imaju odlike ruskog neoklasicizma koji se može pronači i u uređenju interijera.
Pročelja upravnih zgrada imaju rijetke ukrase, velike prozore i niski kosi krov koji je detaljno obnovljen 1998. godine.
- 1. Prolaz tornja Spaskaja
- 16. Katedrala Uznesenja (1561. – 62.)
- 18. Toranj Sojembinka
- 19. Dvorska crkva
- 20. Guvernerova palača

## Vanjske poveznice
|  | Zajednički poslužitelj ima još gradiva o temi Kazanjski kremlj |

- Webstranica Kremlja  Arhivirana inačica izvorne stranice od 16. travnja 2007. (Wayback Machine) (rus.) (engl.)
- fotografije  Arhivirana inačica izvorne stranice od 15. prosinca 2006. (Wayback Machine) (engl.)